# الکسی ولادیسلاوویچ موشکین
الکسی ولادیسلاوویچ موشکین (زادهٔ ۳۱ ژوئیهٔ ۱۹۷۴ در شهر مژدورچنسک، استان کمروو، جمهوری شوروی سوسیالیستی روسیه) اسکی‌باز آلپاین اهل روسیه است. او دو بار عنوان قهرمانی و دو بار مدال برنز بازی‌های پارالمپیک زمستانی را به‌دست آورده و همچنین قهرمان جهان بوده است. افزون بر این، وی دارای عنوان استاد افتخاری ورزش روسیه نیز می‌باشد.

## جوایز و افتخارات
- نشان شجاعت شخصی (۱۹۹۴).
- نشان دوستی (۱۹۹۹).
- نشان شایستگی برای میهن، درجه دو (۲۰۰۲).
- استاد افتخاری ورزش روسیه

## در سینما
- فراتر از قله (روسیه، ۲۰۱۸) به کارگردانی یانا پولیاروش، تامارا تسوتسوریا و کنستانتین کوتویف. با بازی پاول شواندو.